# WASP-25
WASP-25, TOI-767 — одиночная звезда в созвездии Гидры на расстоянии около 689 световых лет (около 211 парсек) от Солнца. Видимая звёздная величина звезды — +11,87m. Возраст звезды определён как около 1,9 млрд лет.
Вокруг звезды обращается, как минимум, одна планета.

## Характеристики
WASP-25 — жёлтый карлик спектрального класса G3, или G4V, или G4. Масса — около 0,962 солнечной, радиус — около 0,884 солнечного, светимость — около 0,719 солнечной. Эффективная температура — около 5583 K.
Звезда была открыта с помощью орбитальной обсерватории Hipparcos в ходе проекта Tycho. Официальное открытие звезды было совершено 1997 году в рамках публикации каталога Tycho. Наименование звезды в этом каталоге — TYC 6706-861-1. В настоящий момент более распространено наименование WASP-25, данное командой исследователей из проекта SuperWASP.

## Планетная система
В 2010 году группой астрономов, работающих в рамках программы SuperWASP, было объявлено об открытии планеты WASP-25 b. Она представляет собой горячий газовый гигант с массой и радиусом, равными 0,58 и 1,26 юпитерианских соответственно. Эффективная температура планеты оценивается в 1231 кельвинов. WASP-25 b обращается по круговой орбите, совершая полный оборот вокруг родительской звезды за 3,7 суток. Открытие планеты было совершено транзитным методом.